# Charoides soma
Charoides soma là một loài bọ cánh cứng trong họ Cerambycidae.